# Khanjar

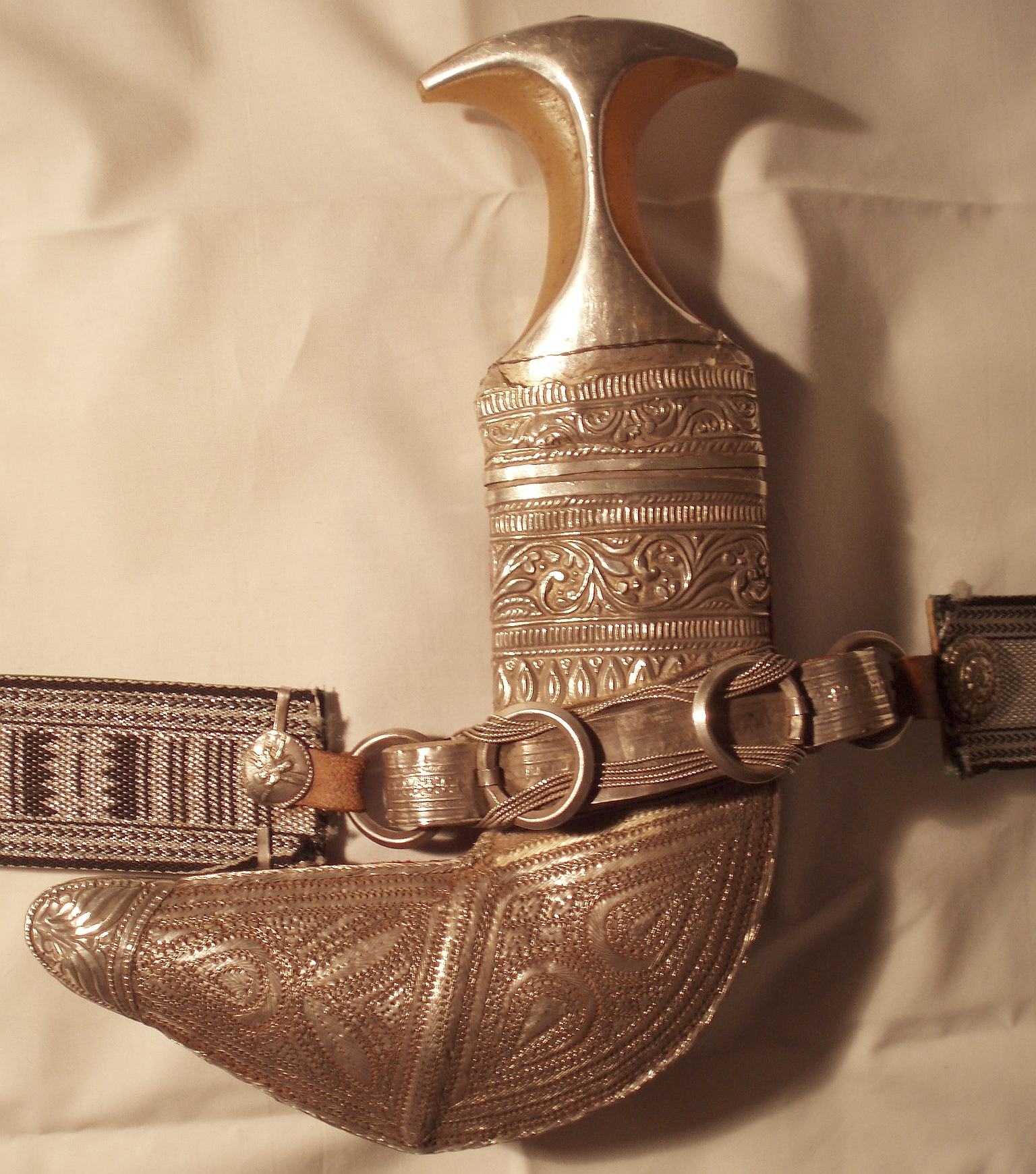
Khanjar, circa 1924

Een khanjar (Arabisch: خنجر) is een soort dolk en is het traditionele wapen van Oman. Het is vergelijkbaar met de Jemenitische jambiya. De khanjar wordt op traditionele wijze gedragen op de taille. De khanjar wordt gedragen bij formele gelegenheden, feesten en festiviteiten. Het is gebruikelijk dat iedere Omanitische man een khanjar heeft.
De vorm van de khanjar is altijd hetzelfde en wordt gekarakteriseerd door de bocht van het mes en de vrijwel rechte hoek van de schacht. De versiering van deze schachten lopen uiteen van zeer eenvoudig tot rijk versierd. Voorheen werden de zilveren khanjars gemaakt door het omsmelten van Maria Theresia Thalers.
De kromming van de khanjar onderscheidt deze van de dolken die elders op Arabisch Schiereiland gedragen worden; de schacht vormt een bocht in vrijwel een rechte hoek. 
Verschillende types khanjars worden genoemd naar de regio's waar ze gemaakt worden. Deze kunnen verschillen in grootte, vorm, type van materiaal en de bedekking. Doorgaans is de top van het handvat plat, maar het Saidi-type, vernoemd naar de stam van Qaboes bin Said Al Said, heeft een versierde kruisvormige top.
Khanjars hebben de volgende gemeenschappelijke kenmerken:
- het gevest is gemaakt van ivoor van de neushoorn, sandelhout of marmer;
- het lemmet bepaalt de waarde van de khanjar;
- de schacht is bewerkt met zilverdraad.

De khanjar wordt gedragen aan een riem uit lokaal vervaardigd singelband, soms doorweven van zilverdraad of aan en riem van leer bedekt met fijn geweven zilverdraad en een zilveren gesp. Een mes met een rijkversierd handvat wordt vaak in een eenvoudige leren etui achter de schacht gestoken.
De khanjar is een onderdeel van het wapen van Oman.